# Mathias Zogg
Mathias Zogg (* 1939 in Chur) ist ein Schweizer Sänger, Dirigent, Lehrer, Komponist für Volksmusik und Inhaber des Verlags Bärgröseli.

## Leben
In Chur geboren, wuchs Mathias Zogg in Tamins auf. Seit 1967 lebt er in St. Pelagiberg TG. Er dirigierte  Ostschweizer Jodelchöre, unter anderem 1970 bis 1998 die Stadtjodler im Fürstenland Gossau SG, ab 1986 das Heimatchörli Gottshaus TG, 1977 bis 1989 den Jodlerklub Neukirch-Egnach. Geschult von Paul Müller-Egger, wurde er selbst als Komponist bekannt. Von seinen rund 100 Kompositionen nominierte die SUISA sein 1980 erstmals am Jodlerfest in Gossau SG, vorgetragenes Lied Kamerade während zwölf Jahren als das am häufigsten gesungene Jodellied. Seine Werke erscheinen im Eigenverlag Bärgröseli.

## Auszeichnungen
- 2015 Thurgauer Kulturpreis
- 2007 Gewinner des Kompositionswettbewerbs des Nordostschweizerischen Jodlerverbands.